# Chorthippus monilicornis
Chorthippus monilicornis är en insektsart som beskrevs av Umnov 1931. Chorthippus monilicornis ingår i släktet Chorthippus och familjen gräshoppor. Inga underarter finns listade i Catalogue of Life.